# Vaghe stelle dell'Orsa...

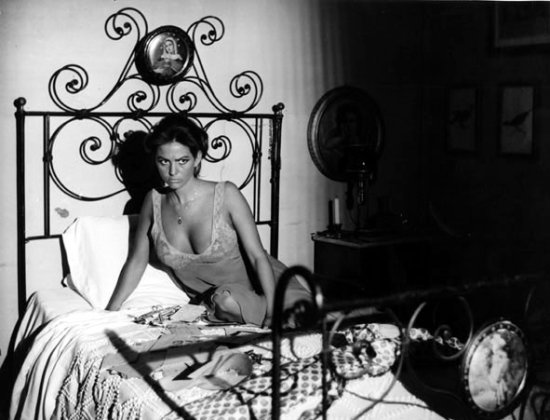
Cena do filme

Vaghe stelle dell'Orsa... (bra Vagas Estrelas da Ursa) é uma produção cinematográfica italiana de 1965, do gênero drama, dirigida por Luchino Visconti.

## Elenco
- Claudia Cardinale .... Sandra Dawson
- Jean Sorel .... Gianni Wald-Luzzati
- Michael Craig .... Andrew Dawson
- Renzo Ricci .... Antonio Gilardini
- Fred Williams .... Pietro Formari
- Amalia Troiani .... Fosca
- Marie Bell .... mãe de Sandra

## Sinopse
A bela Sandra se casa com o norte-americano Andrew durante uma viagem dele à Europa para investigar histórias sobre o campo de concentração nazista Auschwitz. Antes de se mudarem para os Estados Unidos, o casal resolve viajar à terra natal de Sandra, Volterra na Toscânia, para participar de uma cerimônia em homenagem ao falecido pai dela e também para que Andrews conheça a família da esposa. Ao chegar na antiga mansão da família, o casal é recepcionado pela idosa criada Fosca e Sandra se decepciona ao saber que seus parentes não virão. Para sua surpresa, contudo, o irmão Gianni está em casa e lhe conta que escreveu um romance sobre a vida deles. Andrews logo fica sabendo dos traumas e dramas da vida da esposa, como a mãe ex-pianista famosa que sofre de enfermidade mental, ou sobre a morte do pai dela que fora um cientista judeu capturado pelos nazistas em 1942, do padrasto que sofre com as acusações dos irmãos sobre ter denunciado o pai para se casar com a mãe, e da relação ambígua e incestuosa de Sandra e Gianni.

## Origem do título
O título original foi retirado do poema "Le ricordanze" de Giacomo Leopardi e o trecho referenciado é declamado pelo personagem de Jean Sorel em uma cena, quando declara pretender dar o nome (o mesmo do filme) a seu romance:
Em italiano:
Vaghe stelle dell'Orsa, io non credea
Tornare ancor per uso a contemplarvi
Sul paterno giardino scintillanti,
E ragionar con voi dalle finestre
Di questo albergo ove abitai fanciullo,
E delle gioie mie vidi la fine.(...)
Tradução livre em português:
Vagas estrelas da Ursa Maior, eu não acreditava
Voltar e poder novamente contemplá-las
Brilhando e iluminando o jardim de meu pai,
Ou conversar com você da janela
Nessa casa onde vivi minha infância
E vi a última alegria da minha vida se desvanecer

## Principais prêmios e indicações
Festival de Veneza 1965 (Itália)
- Recebeu o Leão de Ouro.